# 野田塾
株式会社野田塾（のだじゅく、英: NODAJUKU Co.,Ltd. ）は愛知県内に学習塾を展開している企業である。

## 概要
1953年（昭和28年）創業。学習塾「野田塾」を愛知県内に66校舎展開している。
テレビCMには、2021年（令和3年）より子役の村山輝星が出演している。それ以前は三倉茉奈・佳奈が出演していた。かつては野田塾の協力により、公立高校入試に関する番組をテレビ愛知で放送していた。
全国の塾講師や学校の教諭が集まり授業の技術を競う大会「全国模擬授業大会 in 名古屋」を主催している。

## 沿革
2023年3月現在、愛知県内に64校舎を展開している。
- 1953年（昭和28年）4月 - 愛知県津島市本町に野田塾創立
- 1978年（昭和53年）4月 - 津島市に津島校を開校
  - 同時に野田塾を法人化とする。
- 1984年（昭和59年）4月 - 蟹江町に蟹江校を開校
- 1985年（昭和60年）4月 - 美和町に美和校を開校
- 1986年（昭和61年）4月 - 弥富町に弥富校、大治町に大治校を開校
- 1987年（昭和62年）4月 - 佐屋町に佐屋校を開校
- 1988年（昭和63年）1月 - 名古屋市中川区に伏屋校を開校
  - 4月 - 平和町に平和校を開校
  - 7月 - 甚目寺町に甚目寺校を開校
- 1989年（平成元年）3月 - 名古屋市中川区に高畑校を開校
- 1990年（平成2年）3月 - 名古屋市熱田区に（旧）熱田校を開校
  - 9月 - 名古屋市南区に道徳校を開校
- 1991年（平成3年）3月 - 名古屋市熱田区に熱田一番校、名古屋市中村区に中村校、名古屋市港区に南陽校、一宮市に一宮校、清洲町に清洲校を開校
  - 「公立高校入試速報」（テレビ愛知）放送開始
  - 12月 - 名古屋市西区に浄心校、稲沢市に大里校を開校
- 1992年（平成4年）2月 - 「公立高校入試直前テレビ講座」（テレビ愛知）放送開始
  - 6月 - 本社ビル竣工
  - 8月 - 一宮市に一宮南校を開校
  - 12月 - 一宮市に尾西校を開校
- 1993年（平成5年）3月 - 稲沢市に国府宮校、木曽川町に木曽川校を開校、一宮市に一宮西校を開校
- 1994年（平成6年）3月 - 西春町に西春校、名古屋市南区に桜台校を開校
- 1995年（平成7年）3月 - 岩倉市に岩倉校、名古屋市北区に志賀本通校、江南市に江南校を開校
- 1996年（平成8年）3月 - 春日井市に勝川校・高蔵寺校を開校
  - 12月 - 名古屋市緑区に扇台校・滝ノ水校を開校
- 1997年（平成9年）3月 - 半田市に半田校を開校
  - 12月 - 名古屋市港区に土古校・東海通校を開校
- 1999年（平成11年）12月 - 名古屋市北区に上飯田校を開校
- 2000年（平成12年）12月 - 名古屋市守山区に小幡校、名古屋市名東区に藤が丘校を開校
- 2001年（平成13年）12月 - 尾張旭市に三郷校を開校
- 2002年（平成14年）3月 - 春日井市に春日井駅前校を開校
  - 12月 - 名古屋市東区に千種校、瀬戸市に瀬戸校を開校
- 2003年（平成15年）2月 - インターネットホームスクール開設
  - 12月 - 名古屋市天白区に植田西校、小牧市に桃花台校を開校
- 2004年（平成16年）4月 - 名古屋市昭和区に川原通校を開校
  - 12月 - 日進市に香久山校を開校
- 2005年（平成17年）3月 - 名古屋市緑区に神の倉校を開校
  - 6月 - （旧）熱田校と熱田一番校を統合し、（新）熱田校となる
  - 12月 - 三好町に三河地区初の校舎となる三好丘校、東海市に東海校を開校
- 2007年（平成19年）3月 - 日進市に日進校を開校
- 2008年（平成20年）1月 - 長久手町に長久手校を開校
- 2009年（平成21年）1月 - 名古屋市西区に小田井校を開校
  - 3月 - 安城市に安城校を開校
  - 6月 - 西春校校長が校舎屋上で大麻栽培をしたとして逮捕されたのを受け、ホームページにて謝罪文を掲載。
- 2010年（平成22年）1月 - 刈谷市に刈谷校、名古屋市名東区に高針校を開校
  - 3月 - 名古屋市北区に黒川校・平安通校を開校、同時に志賀本通校・上飯田校・東海通校を閉校
  - 12月 - 名古屋市天白区に植田校を開校
- 2011年（平成23年）3月 - 瀬戸市に瀬戸口校を開校
- 2012年（平成24年）1月 - 名古屋市守山区に志段味校、大府市に大府校、刈谷市に刈谷南校を開校
  - 12月 - 春日井駅前校が移転し、春日井本部校となる
- 2013年（平成25年）1月 - 名古屋市名東区に名東上菅校、岡崎市に岡崎駅前校を開校
  - 9月 - 小幡校が移転し、守山本部校となる
- 2014年（平成26年）1月 - 桜台校が移転し、桜本町校となる
  - 2月 - 江南市に古知野校を開校
  - 3月 - 岡崎市に矢作校を開校、清洲校を清須校に改称、土古校・植田西校を閉校
  - 9月 - 中村校が移転し、岩塚校となる
- 2015年（平成27年）1月 - 尾張旭市に尾張旭本部校を開校
  - 3月 - 東海校を閉校、高校部が全校舎で開始
- 2016年（平成28年）3月 - 岡崎市に竜美丘校、西尾市に西尾駅前校を開校
- 2017年（平成29年）1月 - 名古屋市緑区に有松校を開校
- 2018年（平成30年）1月 - 知立市に知立校を開校
  - 3月 - 桃花台校を閉校
  - 8月 - 岩倉校が移転し、岩倉駅前校となる
  - 9月 - 岡崎市に梅園校を開校
- 2019年（平成31年）3月 - 佐屋校・半田校・三郷校・高針校を閉校
- 2020年（平成2年）3月 - 南陽校を閉校
- 2021年（令和3年）3月 - 小牧市に小牧味岡校を開校
- 2023年（令和5年）

道徳校が集団個別指導専門館MIRAIとなる
- 2024年（令和6年）

平安通校・美和校が集団個別指導専門館MIRAIとなる。

## 事業内容

### 通年学習コース
- 小学部｜本科｜小4・5・6
- 小学部｜公立中高一貫校受検コース｜小５
- 小学部｜英語教室（オプション講座）
- 中学部｜本科｜中1・2・3
- 中学部｜本科特別選抜クラス｜中1・2・3
- 中学部｜英検講座
- 中学部｜atama＋講座（オプション講座）
- 中学部｜非認知スキル養成講座（オプション講座）
- 集団個別指導MIRAI｜小4～高3
- 個別指導部｜小1～高3
- 高校部｜高1・2・3
- 中学受験部｜小6
- アカデミア｜幼児～小6
- 七田式幼児教育｜幼児～小6